# Episodi di Robot Chicken (undicesima stagione)
L'undicesima stagione della serie animata Robot Chicken, composta da 20 episodi, è stata trasmessa negli Stati Uniti, da Adult Swim, dal 7 settembre 2021 al 12 aprile 2022.
È la prima stagione della serie a non essere più prodotta da Sony Pictures Digital e Sony Pictures Television.
In Italia la stagione è inedita.
| nº | Titolo originale                                                                      | Prima TV USA      |
| -- | ------------------------------------------------------------------------------------- | ----------------- |
| 1  | May Cause a Whole Lotta Scabs                                                         | 7 settembre 2021  |
| 2  | May Cause Light Cannibalism                                                           | 8 settembre 2021  |
| 3  | May Cause Immaculate Conception                                                       | 9 settembre 2021  |
| 4  | May Cause the Exact Thing You're Taking This to Avoid                                 | 10 settembre 2021 |
| 5  | May Cause One Year of Orange Poop                                                     | 14 settembre 2021 |
| 6  | May Cause Random Wolf Attacks                                                         | 15 settembre 2021 |
| 7  | May Cause Lucid Murder Dreams                                                         | 16 settembre 2021 |
| 8  | May Cause Numb Butthole                                                               | 17 settembre 2021 |
| 9  | May Cause the Need for Speed                                                          | 21 settembre 2021 |
| 10 | May Cause Your Dad to Come Back With That Gallon of Milk He Went Out for 10 Years Ago | 22 settembre 2021 |
| 11 | May Cause Episode Title to Cut Off Due to Word Lim                                    | 23 settembre 2021 |
| 12 | Happy Russian Deathdog Dolloween 2 U                                                  | 24 settembre 2021 |
| 13 | May Cause Indecision...Or Not                                                         | 22 febbraio 2022  |
| 14 | May Cause Bubbles Where You Don't Want 'Em                                            | 1º marzo 2022     |
| 15 | May Cause a Squeakquel                                                                | 8 marzo 2022      |
| 16 | May Cause Involuntary Political Discharge                                             | 15 marzo 2022     |
| 17 | May Cause an Excess of Ham                                                            | 22 marzo 2022     |
| 18 | May Cause Internal Diarrhea                                                           | 29 marzo 2022     |
| 19 | May Cause Weebles to Fall Down                                                        | 5 aprile 2022     |
| 20 | May Cause Season 11 to End                                                            | 12 aprile 2022    |

## May Cause a Whole Lotta Scabs
- Titolo originale: May Cause a Whole Lotta Scabs
- Diretto da: Tom Sheppard
- Scritto da: Maggie Cannan, Mike Fasolo, Seth Green, Zoe Katz, Matthew Senreich, Tom Sheppard, Josh Lehrman, Kyle Stegina e Erik Weiner

### Trama
Una parodia di 2001: Odissea nello spazio; Barbie partecipa a una battaglia rap; la mano di Hamburger Helper non riesce a fare un hot dog; una parodia di Inside Out con protagonista Riley; Babbo Natale festeggia l'epifania; la squadra di Voltron ha l'influenza; una parodia di A Star Is Born con il personaggio di Lady Gaga interpretato da un carrello della spesa; Neo non riesce a ingoiare la pillola rossa; Teschio Rosso combatte la sua ultima nemesi, la solitudine; Rey ottiene più di quanto si aspettasse alla fattoria degli Skywalker.
- Guest star: Jessica Barden (Rey Skywalker, amico di Riley), Samantha Bee (Barbara, Tristezza), Bob Bergen (Paura, Luke Skywalker), Ross Marquand (Teschio Rosso, Jackson "Jack" Maine), Kevin Michael Richardson (Morpheus, rapper), Sydney Sweeney (Barbie, Riley Andersen).
- Ascolti USA: telespettatori 435.000 – rating/share 18-49 anni.[1]

## May Cause Light Cannibalism
- Titolo originale: May Cause Light Cannibalism
- Diretto da: Tom Sheppard
- Scritto da: Maggie Cannan, Mike Fasolo, Seth Green, Zoe Katz, Matthew Senreich, Tom Sheppard, Josh Lehrman, Kyle Stegina e Erik Weiner

### Trama
I Gargoyle diventano duri come la pietra; Solid Snake deve padroneggiare il cammino della vergogna; i Vendicatori imparano a frenare il loro entusiasmo.
- Guest star: Paris Berelc, Donald Faison (DJ Lance Rock, Sam Wilson), Midori Francis, Karen Fukuhara, Brett Goldstein (Tony Stark), Ross Marquand (Teschio Rosso), Courtenay Taylor (Eliza, Linda, cameriera), Josh Robert Thompson (Larry David, Jeff Greene).
- Ascolti USA: telespettatori 374.000 – rating/share 18-49 anni.[2]

## May Cause Immaculate Conception
- Titolo originale: May Cause Immaculate Conception
- Diretto da: Tom Sheppard
- Scritto da: Maggie Cannan, Mike Fasolo, Seth Green, Zoe Katz, Matthew Senreich, Tom Sheppard, Josh Lehrman, Kyle Stegina e Erik Weiner

### Trama
Robot Chicken si chiede se Totoro è in sovrappeso; Jigsaw diventa troppo grande per il suo triciclo; i Washington Generals distruggono l'intero mondo della pallacanestro.
- Guest star: Drake Bell (Drake Parker, squadra dei Washington Generals), Mikey Day (Ken, campanaro), Annie Murphy, Isaiah Mustafa (Genie, Gerald Johanssen, Harlem Globetrotter), Josh Peck (Josh Nichols), Sydney Sweeney (Barbie, ragazza al cinema).
- Ascolti USA: telespettatori 322.000 – rating/share 18-49 anni.[3]

## May Cause the Exact Thing You're Taking This to Avoid
- Titolo originale: May Cause the Exact Thing You're Taking This to Avoid
- Diretto da: Tom Sheppard
- Scritto da: Maggie Cannan, Mike Fasolo, Seth Green, Zoe Katz, Matthew Senreich, Tom Sheppard, Josh Lehrman, Kyle Stegina e Erik Weiner

### Trama
Gli scrittori di Robot Chicken pensano che la Disney stia esaurendo i remake dei loro film classici; Luke Skywalker è troppo a suo agio dentro un Tauntaun; si scopre che il grande problema di Midsommar era che non è abbastanza carino.
- Guest star: Bob Bergen (Luke Skywalker), Lynn Favin (donna della colazione, Sylvanian Woman), Keith Ferguson (Ian Solo, Bob Chapek), Tom Kenny (Walt Disney), Justine Lupe (assistente di volo, madre del riccio), Okieriete Onaodowan (Re della Notte, Cupo Mietitore), Chelsea Tavares (zia Flo, Gina), Merritt Wever.
- Ascolti USA: telespettatori 381.000 – rating/share 18-49 anni.[4]

## May Cause One Year of Orange Poop
- Titolo originale: May Cause One Year of Orange Poop
- Diretto da: Tom Sheppard
- Scritto da: Maggie Cannan, Mike Fasolo, Seth Green, Jamie Loftus, Harmony McElligott, Matthew Senreich e Tom Sheppard

### Trama
Viene mostrato come l'allenamento di Batman Beyond sia più complicato di quello di Batman; una scena eliminata rende Cats un capolavoro; Panna Inacidita si fa avanti.
- Guest star: Genevieve Angelson, Eden Espinosa (Donutella Doughnut, cantante), Jordan Fisher, Meredith Hagner, Katee Sackhoff (Panna Inacidita), Jessie Usher.
- Ascolti USA: telespettatori 388.000 – rating/share 18-49 anni.[5]

## May Cause Random Wolf Attacks
- Titolo originale: May Cause Random Wolf Attacks
- Diretto da: Tom Sheppard
- Scritto da: Maggie Cannan, Mike Fasolo, Seth Green, Jamie Loftus, Harmony McElligott, Matthew Senreich e Tom Sheppard

### Trama
Una caccia a Darkwing Duck; i migliori guerrieri si riuniscono per una battaglia oltre le stelle; anche il Comandante Cobra non può resistere al re delle tigri.
- Guest star: Dante Basco (Squall Leonhart), Ahmed Best (Finn), Alex Borstein (Muriel Bagge), Nat Faxon (Poe Dameron), Grey Griffin, Lisa Loeb, Dax Shepard, Aisha Tyler (Angela Abar), Skeet Ulrich (Duke).
- Ascolti USA: telespettatori 424.000 – rating/share 18-49 anni.[6]

## May Cause Lucid Murder Dreams
- Titolo originale: May Cause Lucid Murder Dreams
- Diretto da: Tom Sheppard
- Scritto da: Maggie Cannan, Mike Fasolo, Seth Green, Jamie Loftus, Harmony McElligott, Matthew Senreich e Tom Sheppard

### Trama
Naruto si è allenato e gli scrittori di Robot Chicken vedono se è pronto per il loro test; la Forza si evolve in qualcosa di nuovo e mortale; Robot Chicken insegna a Martin Scorsese alcune cose sul cinema.
- Guest star: Jessica Barden (Rey Skywalker, gemelle Grady), Ahmed Best (Finn, Mr. Marion Moseby), Nat Faxon (Martin Scorsese, annunciatore di Legends of Hardball), Tamara Garfield, Emily Hampshire, Ki Hong Lee (Naruto, Zack Martin), Sumalee Montano, Leonardo Nam (controllore esami di selezione dei chūnin, Cody Martin), Michaela Watkins (madre del nerd, Uterus, madre di Pinhead).
- Ascolti USA: telespettatori 333.000 – rating/share 18-49 anni.[7]

## May Cause Numb Butthole
- Titolo originale: May Cause Numb Butthole
- Diretto da: Tom Sheppard
- Scritto da: Maggie Cannan, Mike Fasolo, Seth Green, Jamie Loftus, Harmony McElligott, Matthew Senreich e Tom Sheppard

### Trama
Gli scrittori di Robot Chicken si divertono durante la lezione di educazione fisica; la banda di Kingdom Hearts ha un altro uso per le loro chiavi; il nerd di Robot Chicken ha un incubo spaventoso.
- Guest star: Utkarsh Ambudkar, Jessica Barden (Rey Skywalker), Seth MacFarlane (Imperatore Palpatine), Dante Basco (Zuko), Sian Clifford, Sam Kwasman (Paolino Paperino), Harmony McElligott (Andy Cohen), Natalie Palamides, Michaela Watkins (madre del nerd).
- Ascolti USA: telespettatori 329.000 – rating/share 18-49 anni.[8]

## May Cause the Need for Speed
- Titolo originale: May Cause the Need for Speed
- Diretto da: Tom Sheppard
- Scritto da: Maggie Cannan, Chelsea Davison, Mike Fasolo, Seth Green, Noah Prestwich, Matthew Senreich e Tom Sheppard

### Trama
Robot Chicken introduce Velma, con nuove abilità, nella banda di Scooby-Doo; gli orsetti del cuore sono amici delle ragazze di tutto il mondo; il nerd esplora i pro e i contro della sessualità in The Sims.
- Guest star: Linda Cardellini (Velma Dinkley), Kether Donohue, Elle Fanning (Sarah, amico di Logan, moglie del nerd), Grey Griffin (Daphne Blake, ragazza, Anna), Jason Isaacs (Jason), Echo Kellum, Matthew Lillard (Shaggy Rogers, amico di Logan), Freddie Prinze Jr. (Fred Jones, Logan).
- Ascolti USA: telespettatori 355.000 – rating/share 18-49 anni.[9]

## May Cause Your Dad to Come Back With That Gallon of Milk He Went Out for 10 Years Ago
- Titolo originale: May Cause Your Dad to Come Back With That Gallon of Milk He Went Out for 10 Years Ago
- Diretto da: Tom Sheppard
- Scritto da: Maggie Cannan, Chelsea Davison, Mike Fasolo, Seth Green, Noah Prestwich, Matthew Senreich e Tom Sheppard

### Trama
L'amore di Peppa Pig per le pozzanghere; Smaug scopre un altro uso degli Hobbit; Fievel scopre che essere un cittadino americano comporta grandi responsabilità.
- Guest star: Chelsea Davison, Tunisia Hardison (Michelle Obama, Zoe Zebra, Mama Mousekewitz), Jason Isaacs (Papà Pig, Smaug), Zachary Levi (Ted Shackleford, Tom Nook), Jay Pharoah (Barack Obama), Fred Tatasciore, Milana Vayntrub (Peppa Pig), Mae Whitman (Tanya Mousekewitz, invocatrice di Bloody Mary).
- Ascolti USA: telespettatori 361.000 – rating/share 18-49 anni.[10]

## May Cause Episode Title to Cut Off Due to Word Lim
- Titolo originale: May Cause Episode Title to Cut Off Due to Word Lim
- Diretto da: Tom Sheppard
- Scritto da: Maggie Cannan, Chelsea Davison, Mike Fasolo, Seth Green, Noah Prestwich, Matthew Senreich e Tom Sheppard

### Trama
Robot Chicken aiuta George R. R. Martin a concludere il suo romanzo; Beep Beep sa come sfruttare Willy il Coyote; la cantina di Mos Eisley si rivela perfetta per un addio al nubilato.
- Guest star: Alex Borstein (Wonder Woman), Donald Faison, Jennifer Field, Chrissie Fit (Anita, José), Christopher Jackson, Anndi McAfee (Kristi, Logan), Piotr Michael (Yoda), Phoebe Robinson.
- Ascolti USA: telespettatori 335.000 – rating/share 18-49 anni.[11]

## Happy Russian Deathdog Dolloween 2 U
- Titolo originale: Happy Russian Deathdog Dolloween 2 U
- Diretto da: Tom Sheppard
- Scritto da: Maggie Cannan, Mike Fasolo, Seth Green, Michael Poisson, Matthew Senreich, Tom Sheppard, Ellory Smith e Cody Ziglar

### Trama
In una parodia di Auguri per la tua morte, il nerd viene catturato in un loop temporale in cui si dirige continuamente ad una festa di Halloween e viene ucciso in modi raccapriccianti da un killer con una pesca enorme come testa. Il nerd tenta di vendicarsi e si lancia in una grande battaglia. Alla fine si scopre che l'assassino è Loopy, il tucano del loop temporale.
- Guest star: Laz Alonso, Zazie Beetz, Sophie Oda, Michaela Watkins (madre del nerd).
- Ascolti USA: telespettatori 324.000 – rating/share 18-49 anni.[12]
- Note: L'episodio speciale è il primo della serie a tema Halloween.[13]

## May Cause Indecision...Or Not
- Titolo originale: May Cause Indecision...Or Not
- Diretto da: Tom Sheppard
- Scritto da: Maggie Cannan, Chelsea Davison, Mike Fasolo, Seth Green, Noah Prestwich, Matthew Senreich e Tom Sheppard

### Trama
Il significato del Natale per Fred Flintstone; l'incubo ricorrente di Freddy Krueger; un'intervista ad una toilette.
- Guest star: Brec Bassinger, Zazie Beetz, Leslie Bibb, Alex Borstein (Wonder Woman), Tom Ellis (Omino Michelin), Nikki Glaser, Rachel Ramras, Stephen Stanton (Borf, Fred Flintstone, pirata), Sam Witwer.
- Ascolti USA: telespettatori 344.000 – rating/share 18-49 anni.[14]

## May Cause Bubbles Where You Don't Want 'Em
- Titolo originale: May Cause Bubbles Where You Don't Want 'Em
- Diretto da: Tom Sheppard
- Scritto da: Maggie Cannan, Mike Fasolo, Seth Green, Michael Poisson, Matthew Senreich, Tom Sheppard, Ellory Smith e Cody Ziglar

### Trama
Si scatena la rabbia di Medusa; I pirati dell'acqua nera visitano Flint, nel Michigan; Yarael Poof torna per vedere come finisce la saga di Guerre stellari.
- Guest star: Laz Alonso (Chad, Mitch), Jessica Barden (Rey Skywalker, Linda), Kimberly Brooks (anziana, madre delle Moon Shoes, Grimilde , Nat Faxon, Nathan Fillion (viaggiatore del tempo), Ally Maki, Ignacio Serricchio, Catherine Taber (Principessa Peach).
- Ascolti USA: telespettatori 247.000 – rating/share 18-49 anni.[15]

## May Cause a Squeakquel
- Titolo originale: May Cause a Squeakquel
- Diretto da: Tom Sheppard
- Scritto da: Maggie Cannan, Mike Fasolo, Seth Green, Michael Poisson, Matthew Senreich, Tom Sheppard, Ellory Smith e Cody Ziglar

### Trama
Robot Chicken si schiera dalla parte di Mojo Jojo per combattere le Superchicche; Nightwing chiede ai criminali di andarsene; Dilbert ha una vendetta di risate.
- Guest star: Cree Cicchino (Dolly, Peggy Carter, Alice), Donald Faison (Nick Fury, Sam Wilson, Asok), Will Friedle (Nightwing, Steve Rogers, capo di Dilbert), Matthew Yang King (Scorpion, poliziotto), Chandler Kinney (Molly, Mojo Jojo, donna che ha adottato il cane), Sadie Stanley (Lolly, Nellie, Carol).
- Ascolti USA: telespettatori 294.000 – rating/share 18-49 anni.[16]

## May Cause Involuntary Political Discharge
- Titolo originale: May Cause Involuntary Political Discharge
- Diretto da: Tom Sheppard
- Scritto da: Maggie Cannan, Mike Fasolo, Seth Green, Michael Poisson, Matthew Senreich, Tom Sheppard, Ellory Smith e Cody Ziglar

### Trama
Yoshi si vendica di Mario una volta per tutte; un periodo "così brutto" da richiedere un famoso esorcista per aggiustarlo; Snoopy addestra un nuovo equipaggio di assi dell'aviazione della prima guerra mondiale.
- Guest star: David Castañeda, John Early (Elefun, pilota), Eden Espinosa (Tangina Barrons), Barbie Ferreira, Ginger Gonzaga, J. Lee, Joe Lo Truglio (marito di Beth, pilota), Jill Scott (May Day, Beth).
- Ascolti USA: telespettatori 243.000 – rating/share 18-49 anni.[17]

## May Cause an Excess of Ham
- Titolo originale: May Cause an Excess of Ham
- Diretto da: Tom Sheppard
- Scritto da: Maggie Cannan, Mike Fasolo, Seth Green, Zoe Katz, Noah Prestwich, Matthew Senreich, Tom Sheppard e Kevin Shinick

### Trama
Il racconto de Il Re Leone dal punto di vista delle bestie selvagge; viene spiegato cosa succede quando un mouse accetta un cookie del browser; le protagoniste di Cuori senza età scoprono il segreto ultraterreno e mortale dietro St. Olaf.
- Guest star: Stephanie Beatriz (Alita, Maria Wong), Abraham Benrubi (Mufasa, Ih-Oh, dinosauro), Bob Bergen (Gus Griswald), Linda Cardellini (Velma Dinkley, Sophia Petrillo), Grey Griffin (Daphne Blake, Blanche Devereaux), Megan Hilty (Rose Nylund, topo narratore, moglie dello gnu), Peyton Elizabeth Lee (Sharon Spitz, Gretchen Grundler), Matthew Lillard (Shaggy Rogers), Freddie Prinze Jr. (Fred Jones), Bashir Salahuddin (Vince LaSalle).
- Ascolti USA: telespettatori 268.000 – rating/share 18-49 anni.[18]

## May Cause Internal Diarrhea
- Titolo originale: May Cause Internal Diarrhea
- Diretto da: Tom Sheppard
- Scritto da: Maggie Cannan, Mike Fasolo, Seth Green, Zoe Katz, Noah Prestwich, Matthew Senreich, Tom Sheppard e Kevin Shinick

### Trama
Dexter cerca di portare il suo "droide mamma" sul mercato; Itsy Bitsy Spider non sa cosa sta facendo; una visita alla residenza dei genitori morti della Disney.
- Guest star: Fred Armisen (dottore unicorno, Re Agnarr) , Aya Cash, Donald Faison (Mufasa, Mr. T, Itsy Bitsy Spider), Ayla Glass, Christine Ko, Elizabeth Lail (Anna), Whitney Loveall, Lindsay Smith, Sydney Sweeney (Barbie).
- Ascolti USA: telespettatori 224.000 – rating/share 18-49 anni.[19]

## May Cause Weebles to Fall Down
- Titolo originale: May Cause Weebles to Fall Down
- Diretto da: Tom Sheppard
- Scritto da: Maggie Cannan, Mike Fasolo, Seth Green, Zoe Katz, Noah Prestwich, Matthew Senreich, Tom Sheppard e Kevin Shinick

### Trama
Una parodia di Mark Week del Discovery Church; nessuno si rende conto che Daria è sarcastica finché non è troppo tardi; il Crime Alley viene commercializzato.
- Guest star: Johnny Doran, Larry Herron, Madison Hu, Zachary Levi, Rachael MacFarlane, Sydney Viengluang, Mae Whitman.
- Ascolti USA: telespettatori 278.000 – rating/share 18-49 anni.[20]

## May Cause Season 11 to End
- Titolo originale: May Cause Season 11 to End
- Diretto da: Tom Sheppard
- Scritto da: Maggie Cannan, Mike Fasolo, Seth Green, Zoe Katz, Noah Prestwich, Matthew Senreich, Tom Sheppard e Kevin Shinick

### Trama
Viene presentata la Barbie versione George Washington; il nerd risolve l'effetto Mandela con risultati disastrosi;
- Guest star: Abraham Benrubi (Dart Fener), Doc Hammer (Scagnozzo 21), Jim Hanks (Forrest Gump), David Lynch (Scienziato Pazzo), Chris McCulloch (Monarch), Katee Sackhoff (Panna Inacidita), Sydney Sweeney (Barbie George Washington), Michaela Watkins (madre del nerd), Henry Winkler (padre del nerd), Arif Zahir (Nelson Mandela).
- Ascolti USA: telespettatori 300.000 – rating/share 18-49 anni.[21]